# 警察小説
警察小説（けいさつしょうせつ）は推理小説の一つの形式であり、警察官もしくは刑事、あるいは彼らを含む警察機構や組織の事件・犯罪に対する捜査活動を軸に展開する小説のジャンルである。刑事小説（けいじしょうせつ）、ポリス・プロシーデュアル (Police procedural) とも称される。
本記事では特に「ガラパゴス進化を遂げた」との見方もある日本の警察小説について述べる（海外作品については「ポリスプロシーデュアル」参照）。

## 概要
警察小説とは、推理小説の中で主役を張ることが多い探偵（職業としての探偵ばかりでなく、事件の関係者が真実を追うため結果としてそうなることもある）に対して「脇役」的存在であることの多かった「警察官」というポジションを主人公、またはそれを中心とした立場に置いたものである。これを基本的な語義としながらも、警察官が探偵役であるからといって必ずしも警察小説と呼ばれるとは限らない。厳密な定義があるわけではないが、主人公またはその周辺が警察官に設定されているだけでなく、警察官という職業に関わる特殊性や葛藤などが描写されているものが警察小説と呼ばれることが多い。内容は執筆作家が多数であることもあって、本格サスペンスから社会派ミステリー、暗黒小説などと幅広い。
ハードボイルド要素を織り込んだ作品も多いが、横山秀夫らの登場により、推理要素を取り込みながらも人情味ある人間ドラマを重視した作品も増えてきている。近年は特定の主人公を置きつつも、警察の組織的捜査を比較的リアルなタッチで描く作品が多く現れており、これらをもっとも狭義の警察小説と呼ぶこともできる。
こうしたもともとの傾向に加えて、テレビドラマの影響も大きくなるにつれて、かつてのように連続殺人事件を所轄警察署に属する数名の刑事だけで捜査したり、県境をまたいで捜査したり逮捕したりといった現実離れした描写の小説は少なくなった部分もあるが、捜査上の秘密として従来はあまりオープンにされなかった警察組織の内部機構があるなかで、警察不祥事が顕在化するにつれ、市民生活に密着した彼らの活動を批判的あるいは逆に称揚的に評価するさまざまな描写の作品が生まれ、TVドラマ・シリーズの原作となるケースも多い。
科学捜査を主題とした作品では鑑識官が主人公となる作品もある。科学や医学の進歩により新しい捜査手法が登場しており、最新の知見を反映した作品が定期的に制作されている。
現代小説ばかりではなく、時代小説においても警察小説の枠組みを持った作品は書かれており、池波正太郎の『鬼平犯科帳』シリーズなどはその代表的なものである。また、いわゆる「捕物帳」の中にも江戸市中で起きる事件を与力や同心などが捜査する警察小説としての味わいのある作品もある。

## 歴史
戦前はアーサー・コナン・ドイルやS・S・ヴァン＝ダインを手本にしたせいか、警察官は道化役であることが多かった。戦後になっても、金田一耕助シリーズの等々力警部など、この傾向は引き継がれたが、鮎川哲也の鬼貫警部や松本清張『点と線』の三原警部など、主役として活躍する警察官が登場し始める。また1961年には警視庁捜査一課の刑事7人の活躍を描く『七人の刑事』がTBS系列で放送され、人気を博した。そうした作品があったにもかかわらず、小説の分野では警察組織の活躍譚はなかなか主流にならなかった。この点について今野敏は「『鬼平犯科帳』が集団捜査ものとしても警察群像ものとしても優れていたからではないか」という推測を唱えている。
そんな中、1968年には「小説の名人」の異名を取る藤原審爾が新宿にある架空の警察署「新宿警察」を舞台に、根来刑事を初めとする刑事たちの活躍を描く『新宿警察』を発表。同シリーズは1975年にはフジテレビ系列でドラマ化もされた。その後、「新宿警察」シリーズは作者の晩年まで書き継がれるロングシリーズとなり、総作品数は100編を超えるという。
1970年代には『五番目の刑事』『刑事くん』など、他にも刑事を主人公とするテレビドラマが制作された。そんな中、生島治郎は警視庁特捜部・会田刑事の型破りな捜査活動を描く「兇悪」シリーズを発表。同シリーズは『非情のライセンス』としてNET系列でドラマ化。1970年代の刑事ドラマブームの一翼を担った。
1988年、今野敏は『鬼平犯科帳』のような現代の侍を書こうと考え、「安積班シリーズ」を執筆した。また1990年には大沢在昌が新宿署の鮫島警部を主人公とするシリーズの第1作『新宿鮫』を発表。警察小説が初めて多数の読者を獲得したのは本シリーズだが、これはどちらかというとハードボイルドに近いものがある。しかし、『新宿鮫』の登場により、高村薫、柴田よしき、乃南アサ、新津きよみなど女性作家が警察ものを書き始める。
1998年、横山秀夫が刑事でない警察官を主人公とした『陰の季節』を発表したことで、日本の警察小説は大きな転換点を迎えた。警務部の職員が主人公でも警察小説が書けることが証明され、ここに警察小説に企業小説を取り入れた新ジャンルが構築されたと言える。こうした経緯を踏まえ、新保博久は「日本のケーサツ小説はガラパゴス進化を遂げた」との見方を示している。

## 代表作家
- 麻見和史 - 代表作「警視庁捜査一課十一係シリーズ」
- 鮎川哲也 - 代表作 「ペトロフ事件」 東京警視庁の鬼貫警部が中国・大連で、その後おもに日本で活躍する。
- 安東能明 - 代表作「柴崎令司シリーズ」
- 五十嵐貴久 - 代表作「交渉人」。
- 生島治郎 - 代表作「追いつめる」は直木賞受賞作。またテレビシリーズ「非情のライセンス」の原作となった「兇悪」シリーズもある。
- 逢坂剛 - 代表作「禿鷹」シリーズ。ハードボイルドタッチの警察小説に暗黒小説の要素を取り込んだ新しい形の小説シリーズである。他に主人公が複数かつリレー状の公安警察シリーズがあり、トリッキーな名作「百舌の叫ぶ夜」（ドラマ「MOZU」原作）が含まれる。
- 大沢在昌 - 代表作「新宿鮫シリーズ」。主人公に「孤高」という立場を与えたハードボイルド小説シリーズである。
- 樫原一郎 - 「刑事部屋 暗黒街の午前0時」「昭和刑事物語」など多数。わが国警察小説の草分け的存在。
- 北林優 - 警視庁鑑識課シリーズ。
- 黒川博行 - 代表作「大阪府警捜査一課シリーズ」名前が出てくる刑事だけで総勢六十名以上、総長＆ブン、クロマメコンビなどが交代で主役をとつとめたり脇に回ったりする(たいていヒラか部長刑事)。ハードボイルド、暗黒小説も得意な作家だが、このシリーズは謎解き重視の傾向が強い。
- 黒崎視音 - 代表作「警視庁心理捜査官」。
- 高城高 - 函館水上警察シリーズは明治時代の北海道を舞台にした歴史警察小説。
- 今野敏 - 代表作「隠蔽捜査」「安積班シリーズ」「ST 警視庁科学特捜班」。
- 佐々木譲 - 代表作「道警シリーズ」。「笑う警官」「警官の血」など。
- 笹本稜平 - 「駐在刑事」「越境捜査」「素行調査官」「所轄魂」の各シリーズ
- 佐藤青南 - 代表作「行動心理捜査官・楯岡絵麻シリーズ」、「白バイガールシリーズ」
- 佐竹一彦 - 元警視庁警部補という経歴から、警察内部の描写はリアルである。『ショカツ』は連続TVドラマともなった。病気急逝により作品数は少ない。
- 沢村鐵 - 代表作「クラン シリーズ」、「警視庁墨田署刑事課特命担当・一柳美結シリーズ」
- 雫井脩介 - 「犯人に告ぐ」「虚貌」など。
- 高村薫 - 代表作「合田刑事」シリーズ。「マークスの山」「レディ・ジョーカー」など。
- 堂場瞬一 - 代表作「刑事・鳴沢了シリーズ」。
- 富樫倫太郎 - SRO 警視庁広域捜査専任特別調査室シリーズ。
- 濱嘉之 - 代表作「電子の標的」「世田谷駐在刑事」。元警視庁公安部警察官・内閣情報調査室職員。
- 藤原審爾 - 新宿警察シリーズは総作品数100編を超え、「日本の87分署」とも称される。
- 内藤了 - 代表作「猟奇犯罪捜査班・藤堂比奈子シリーズ」
- 鳴神響一 - 代表作「脳科学捜査官・真田夏希シリーズ」
- 鳴海章 - 代表作「ニューナンブ」「えれじい」。アクションを取り込み、「闘う男」を活写した作品がある。
- 西村京太郎 - 「十津川警部シリーズ」は、鉄道もの、祭りものなど多くの書籍が出版されているほか、「オール讀物」などの文芸誌への連載も多い。
- 野沢尚 - 代表作「烈火の月」。映画『その男、凶暴につき』の主人公が活躍する。
- 誉田哲也 - ジウ、姫川玲子シリーズ
- 松本清張 - 代表作「点と線」。そのほか刑事を主人公にした作品を多数発表。
- 三好徹 - 代表作「銀座警察」シリーズ
- 森詠 - 代表作「横浜狼犬」シリーズ。本格ハードボイルドを持ち込んだ作品がある。
- 結城昌治 - 「夜の終る時」「穽」は日本における悪徳警官ものの嚆矢。刑事を主人公とする短編を集めた「刑事」もある。
- 横山秀夫 - 代表作「D県警」シリーズ、「半落ち」。作品の中に人間ドラマを展開しているのが特徴。サスペンスものも好評である。
- 吉川英梨 - 代表作「女性秘匿捜査官・原麻希シリーズ」